# Prefettura apostolica di Xiangtan
La prefettura apostolica di Xiangtan (in latino: Praefectura Apostolica Siangtanensis) è una sede della Chiesa cattolica in Cina. Nel 1950 contava 4.956 battezzati su 4.000.000 di abitanti. La sede è vacante.

## Territorio
La prefettura apostolica comprende parte della provincia cinese dello Hunan.
Sede prefettizia è la città di Xiangtan.

## Storia
La prefettura apostolica è stata eretta il 1º luglio 1937 con la bolla Ad evangelicam veritatem di papa Pio XI, ricavandone il territorio dal vicariato apostolico di Changsha (oggi arcidiocesi).
Il 13 giugno 1947, con la lettera apostolica Paternum cor, papa Pio XII ha proclamato Sant'Antonio di Padova patrono della prefettura apostolica.
Per questa sede non sono più noti vescovi dopo l'avvento al potere del Partito Comunista Cinese. In seguito al ristabilimento dei culti agli inizi degli anni ottanta e alla riformulazione delle circoscrizioni ecclesiastiche ad opera dell'Associazione patriottica cattolica cinese, l'antica prefettura apostolica, assieme a tutte le sedi cattoliche dello Hunan, sono state accorpate a formare la "diocesi di Hunan" con sede a Changsha.

## Cronotassi dei vescovi
Si omettono i periodi di sede vacante non superiori ai 2 anni o non storicamente accertati.
- Pacifico Calzolari, O.F.M. † (8 aprile 1938 - 1965 deceduto)
  - Sede vacante

## Statistiche
La prefettura apostolica nel 1950 su una popolazione di 4.000.000 di persone contava 4.956 battezzati, corrispondenti allo 0,1% del totale.
| anno | popolazione | popolazione | popolazione | presbiteri | presbiteri | presbiteri | presbiteri                | diaconi | religiosi | religiosi | parrocchie |
| anno | battezzati  | totale      | %           | numero     | secolari   | regolari   | battezzati per presbitero | diaconi | uomini    | donne     | parrocchie |
| ---- | ----------- | ----------- | ----------- | ---------- | ---------- | ---------- | ------------------------- | ------- | --------- | --------- | ---------- |
| 1950 | 4.956       | 4.000.000   | 0,1         | 12         | 1          | 11         | 413                       |         |           | 4         |            |